# بوروفسك
بوروفسك (بالروسية: Боровск) هي إحدى مدن روسيا في الكيان الفدرالي الروسي كالوغا أوبلاست.

## أعلام
- ألكسي بارامونوف